# Purbayasa (Padamara)
Purbayasa is een bestuurslaag in het regentschap Purbalingga van de provincie Midden-Java, Indonesië. Purbayasa telt 1871 inwoners (volkstelling 2010).